# Peter Espersen
Peter Espersen (26 de diciembre de 1968) es un deportista danés que compitió en bádminton. Ganó una medalla de bronce en el Campeonato Europeo de Bádminton de 1992, en la prueba individual.

## Palmarés internacional
| Campeonato Europeo | Campeonato Europeo    | Campeonato Europeo | Campeonato Europeo |
| Año                | Lugar                 | Medalla            | Prueba             |
| ------------------ | --------------------- | ------------------ | ------------------ |
| 1992               | Glasgow (Reino Unido) | Medalla de bronce  | Individual         |